# 鄧納姆 (密歇根州)
鄧納姆（英語：Dunham）是位於美國密歇根州戈吉比克縣梅雷尼斯科鎮區的一個非建制地區。

## 歷史
鄧納姆曾於1902年至1911年間設有郵政局。此地得名自區內運作的阿什蘭與斯蒂爾公司（Ashland and Steel Company）老闆約翰·鄧納姆（John Dunham）。

## 地理
鄧納姆所處的海拔為高於海平面488米（即1601英呎），而該地所採用的時區為UTC-5，即北美东部時區（EST）。同時該地設有夏令時間，為UTC-5調快一小時，即UTC-4（EDT）。